# ヴェネツィア共和国の歴史
ヴェネツィア共和国の歴史（ヴェネツィアきょうわこくのれきし）では、ヴェネツィア共和国の誕生から滅亡までを解説する。東ローマ帝国の自治領として誕生した同国は、アドリア海と東地中海での貿易により繁栄し、強力な海軍を背景に、その版図はダルマチアを始めとしてアドリア海沿岸からイオニア海、エーゲ海、キプロスに及んだ。しかし、大航海時代に入ると地中海貿易の重要性が相対的に低下し、またオスマン帝国の侵攻により多くの領土を失ったことにより衰退していき、最終的にはナポレオン・ボナパルトに降伏して滅亡した。

## 最初期
北イタリアでは、東ローマ帝国の影響力が減退するにつれてランゴバルド人やフン族その他の民族による侵略が行われるようになった。ヴェネツィアの街の起源は、これらの侵略者に対抗するための、沿岸湖沼地帯における相互扶助組織である。726年には、これらの湖沼地帯において最初の指導者としてオルソ・イパートが選ばれた。彼は、東ローマ帝国により承認され、ヒパトゥス（ギリシャ語で執政官を意味する）とドゥクス（公）の称号を与えられた。歴史的には、彼が最初のヴェネツィアのドージェであるとされる。伝承では、697年にパオルッチョ・アナフェストがドージェになったといわれる。この伝承は11世紀の助祭ディーコンによる年代記が初出であり、疑義があるが、慣例的に697年がヴェネツィア共和国の成立年とされる。いずれにせよ、最初のドージェはエラクレーアで誕生した。
オルソ・イパートの後継者であるデオダート・イパートは、740年代に本拠地をエラクレーアからマラモッコに移した。彼はオルソ・イパートの息子であり、世襲制を確立させようと試みた。こうした試みは初期のヴェネツィアにおいてしばしば為されたが、結局、失敗に終わった。デオダート・イパートの治世に、ヴェネツィアは北イタリアに残る唯一の東ローマ帝国領となり、さらにフランク王国の強大化はヴェネツィア内の勢力図にも影響を与え始めた。東ローマ帝国との関係を維持しようとする勢力と、東ローマ帝国からの事実上の独立を目指す勢力に加えて、フランク王国に近付こうとする勢力が発生したのである。この親フランク勢力は、主にカトリック教会の僧侶の支持を得て、フランク人であるカロリング朝の王ピピン3世を戴くことによりランゴバルド人からの守護を得ようとした。少数派としては、ランゴバルド人の王国と手を結び、大国から距離をおき、近隣国同士の平和を重視する勢力も存在した。
755年にガッラ・ガウロはデオダート・イパートを暗殺し、ドージェの位に就いた。しかし彼は翌年に死亡し、ドメニコ・モネガリオが後を襲った。彼の治世に、ヴェネツィアは漁村から港町へ、商人の街へと変貌を遂げた。造船技術も格段に進歩し、ヴェネツィアによるアドリア海支配の礎が築かれた。また、古代ローマを模して護民官が制定された。毎年二人の護民官が選出され、ドージェの執政を監視し、権力の濫用を防いだのである。ドメニコ・モネガリオは親ランゴバルド派であったが、後継のマウリツィオ・ガルバイオは親東ローマ帝国のエラクレーア人であった。彼は764年から787年まで在位し、ヴェネツィアの国力を充実させると共に、世襲制の確立を試みた。また、ヴェネツィアの街をリアルトへ拡張した。マウリツィオ・ガルバイオの死後、その息子のジョヴァンニ・ガルバイオがドージェとなった。彼は奴隷貿易を巡ってカール大帝と争い、ヴェネツィア教会との軋轢を招いた。
803年のパクス・ニケフォーリにより、フランク王国のカール大帝と東ローマ帝国のニケフォロス1世は、ヴェネツィアが名目上は東ローマ帝国領でありつつも事実上は独立していることを確認した。804年にオベレリオ・アンテノレオがドージェに就くことで、2代続いていた世襲の流れは潰えた。彼はカール大帝の神聖ローマ帝国に従属することを選択した。しかしピピンによる侵攻を招いたため、オベレリオ・アンテノレオは民衆の怒りを買い、ヴェネツィアがピピンの軍勢に包囲される中で家族と共に逃亡せざるを得なかった。ヴェネツィアは最後まで降伏せず、810年、ついにピピン軍を退けた。これ以後、ヴェネツィアは滅亡まで独立を保った。

## 中世初期

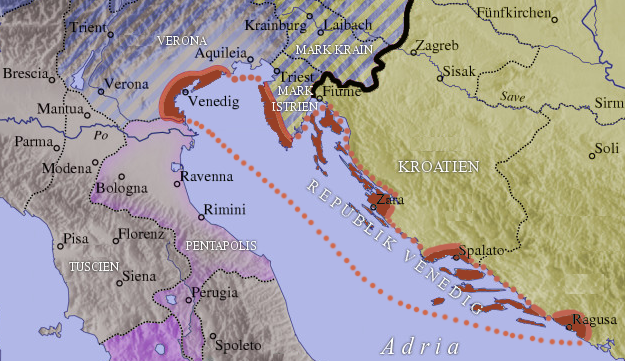
1000年頃のヴェネツィア共和国(赤)。

811年から始まるパルテチパツィオ家の治世に、ヴェネツィアの街は現代のものへと変貌を始めた。初代のアンジェロ・パルテチパツィオは、エラクレーアの生まれであったが、リアルトへ移民した。彼は、橋、運河、防壁、要塞、および石造建築を充実させ、街は海上へと拡張された。これが、現代の海上都市ヴェネツィアの原型である。彼の息子のジュスティニアーノ・パルテチパツィオは、マルコの遺体をアレクサンドリアからヴェネツィアへと運び、ヴェネツィアの守護聖人とした。
パルテチパツィオ家からドージェが3代続いた後のピエトロ・トラドニコの下で、ヴェネツィアは軍備の充実を開始した。これは、後に十字軍やアドリア海の制海権に大きく影響することになる。彼はスラヴ人やサラセン人の海賊と戦い、海の安全を確保した。彼の治世は836年から864年に及んだが、その後継者は再びパルテチパツィオ家から輩出された。ジョヴァンニ・パルテチパツィオ1世である。841年頃、東ローマ帝国がクロトーネからアラブ人の駆逐を試みた際、ヴェネツィア共和国は、それぞれ200人を乗せた60隻のガレー船から成る艦隊を東ローマ帝国の援軍として送ったが、これは失敗に終わった。
ピエトロ・カンディアーノ2世の時代に、イストリアの諸都市は ヴェネツィアによる経済上の優位を認める条約を締結した。これを端緒に、ヴェネツィアはダルマチア沿岸における経済大国へと発展する。カンディアーノ家による専制的な支配に対し、972年に反乱が起こった。そして、民衆に推されたピエトロ・オルセオロ1世が976年にドージェとなった。しかし、彼の懐柔路線は政治上の成果を挙げられず、辞職してヴィターレ・カンディアーノに後を譲った。
991年に就位したピエトロ・オルセオロ2世以降、ヴェネツィアの関心は本土よりもアドリア海に向けられた。バシレイオス2世の金印勅書によりヴェネツィア商人は免税特権を与えられたため、東ローマ帝国との貿易が著しく拡大されたのである。この種の特権は、東ローマ帝国人にさえ与えられていなかった。1000年には、6隻から成る遠征隊をイストリアに派遣し、ヴェネツィアの宗主権を認めさせた。また、スラブ人海賊を壊滅させることにも成功した。彼が「ダルマチア公」を自称したことに表されるように、ヴェネツィアは植民帝国への道を歩み始めたのである。なお、現在でも続いている海との結婚の儀式を始めたのはピエトロ・オルセオロ2世である。1008年に彼が死んだ後、息子のオットーネ・オルセオロが後を継いだ。彼は1017年の遠征により、アドリア海の制海権を確固たるものとした。彼は、この制海権が東ローマ帝国とフランク王国に挾まれてヴェネツィアが生きていく上での要であると考えていた。
11世紀の叙任権闘争、すなわち神聖ローマ皇帝ハインリヒ4世と教皇グレゴリウス7世が聖職者の叙任権を争う中で、ヴェネツィアは中立を保ったために、教皇庁との関係が悪化した。ドメニコ・セルヴォは、また、東ローマ帝国のアレクシオス1世コムネノスの援軍として、アプリアにおけるノルマン人との戦争に参加し、見返りとして、ドゥラスまでのアドリア海におけるヴェネツィアの支配権ならびに東ローマ帝国全土における免税特権を保証する金印勅書を獲得した。戦争自体は失敗に終わったが、この金印勅書により、ヴェネツィアは名目上も独立を果たした。

## 中世盛期

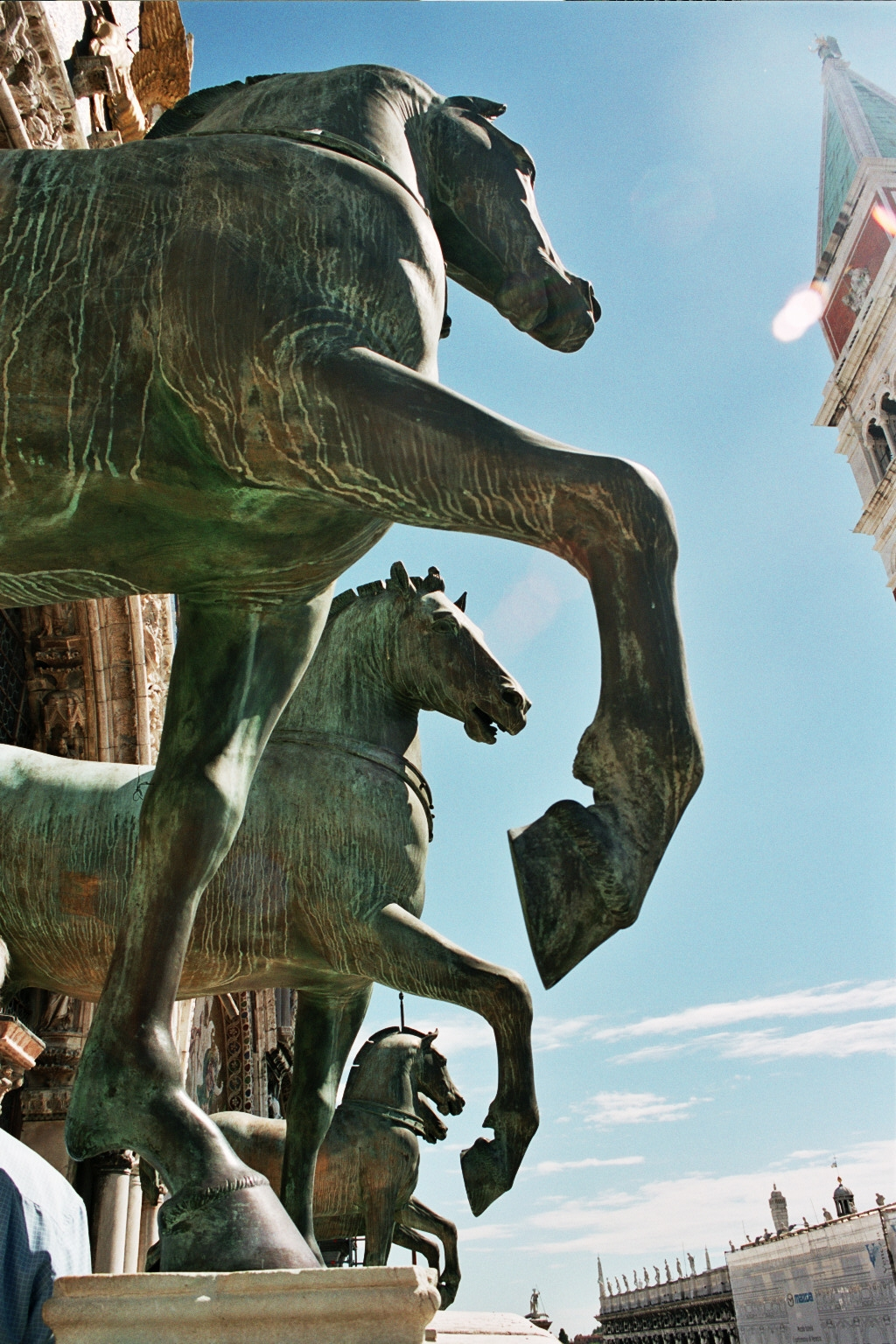
聖マルコの馬は、コンスタンティノポリスから1204年に戦利品として持ち帰られた。

中世盛期に、ヴェネツィアは東ローマ帝国内における免税特権を活用し、東西貿易や香辛料貿易の仲介者として莫大な富を築いた。アジア全域から集められた商品は紅海のアクスム王国を通るローマ・インド通商路またはレバントを経由して、ヴェネツィア商人の手によってヨーロッパに届けられるようになったのである。
さらにヴェネツィアは、その勢力圏のアドリア海からイオニア海への拡大を試みた。最初の試みは、1084年のドミニコ・セルヴォによるノルマン人との戦いである。彼は艦隊を率いて戦ったが、敗北し、9隻のガレー船を失った。次に訪れた転機は第1回十字軍である。ヴェネツィアは当初、十字軍が対立した東ローマ帝国やファーティマ朝と商業で交流があったために参加を見合わせた。しかし十字軍国家が成立すると1100年から参加し、200隻の船を派遣してシリアの沿岸都市占領を支援した。1110年、オルデラフォ・フェリエロは100隻から成る艦隊を率い、エルサレム王ボードゥアン1世の援軍としてサイダを攻略した。そして、1123年にはパクトゥム・ワルムンディによりエルサレム王国における名目上の自治権を獲得した。こうして1082年の東ローマ帝国での特権、1095年のイタリア王国での独占保証、1123年のエルサレム王国での特権によって、ヴェネツィアは地中海東部を中心とした海外貿易への進出を決定的なものとした。
12世紀には交易拡大の為に、巨大な国立の造船所「アルセナーレ」を建てた。国の総力を挙げて、戦闘にも商業にも適した新しいガレー商船をはじめとして船舶の種類を増加させ、強力な海軍を持つようになったヴェネツィアは、地中海の覇権を手にする一歩を踏み出した。後にヨーロッパ世界の経済を握ったヴェネツィアに、各地から商人が集まってくる。世界で初めて銀行の為替業務が誕生し、各国の大使館が置かれた。ヴェネツィアは東ローマ帝国に対し、有事の際に海軍を提供する代わりに交易上の特権を与えられた。しかし結果として、これは東ローマ帝国人の多くからの妬みを買った。1182年にアンドロニコス1世コムネノスが帝位を狙いコンスタンティノポリスへ侵攻した際に、ヴェネツィア人は投獄または追放され、その財産は没収されたのである。
最も悪名高い十字軍とされる第4回十字軍においては、ヴェネツィアが人員輸送を担当した。しかし十字軍は船賃を払うに十分な資金を集めることができなかった。ドージェエンリコ・ダンドロは十字軍に対し、ザーラを攻略することで船賃の代わりとすることを提案した。ザーラは1183年にヴェネツィアから離反し、教皇とハンガリー王イムレからの庇護を受けていた。同じキリスト教国を相手に戦うことに十字軍内で異論はあったものの、結局はザーラを攻略した。十字軍はさらに、やはりキリスト教国である東ローマ帝国に向かい、1204年に首都コンスタンティノポリスを占領、略奪・殺戮・女性に対する乱暴の限りを尽くした。ここでヴェネツィアは1182年の事件に対する報復を果たしたのである。ここでヴェネツィアは数多の戦利品を獲得し、例えば聖マルコの馬はサン・マルコ寺院に飾られることとなった。東ローマ帝国の領土は十字軍参加国の間で分割された。ヴェネツィアはクレタやネグロポンテを始めとするエーゲ海の要衝を獲得した。クレタのカニアの街などは、古代の都市キドニアの上にヴェネツィアによって築かれたものである。エーゲ海の島々は1207年にヴェネツィア領アルキペラゴ公国となった。東ローマ帝国はここで一旦滅亡する。1261年に亡命政権であるニカイア帝国が首都を奪回し東ローマ帝国を復興した時には国力が衰えており、後のオスマン帝国の台頭を許した。この地域の覇権を握ったオスマン帝国はヴェネツィア領を次々と奪うことになり、これは後のヴェネツィア共和国の滅亡の伏線となる。
1295年、ピエトロ・グラデニーゴは68隻の艦隊を派遣してアレキサンドリアにおいてジェノヴァ共和国の艦隊と戦った。さらに1299年には100隻の艦隊でジェノヴァを攻撃した。1350年から1381年まで、ヴェネツィアは断続的にヴェネツィア・ジェノヴァ戦争を戦った。開戦当初は劣勢であったが、1380年のキオッジャの戦いでジェノヴァ艦隊を撃破し、東地中海の覇権を奪取した。

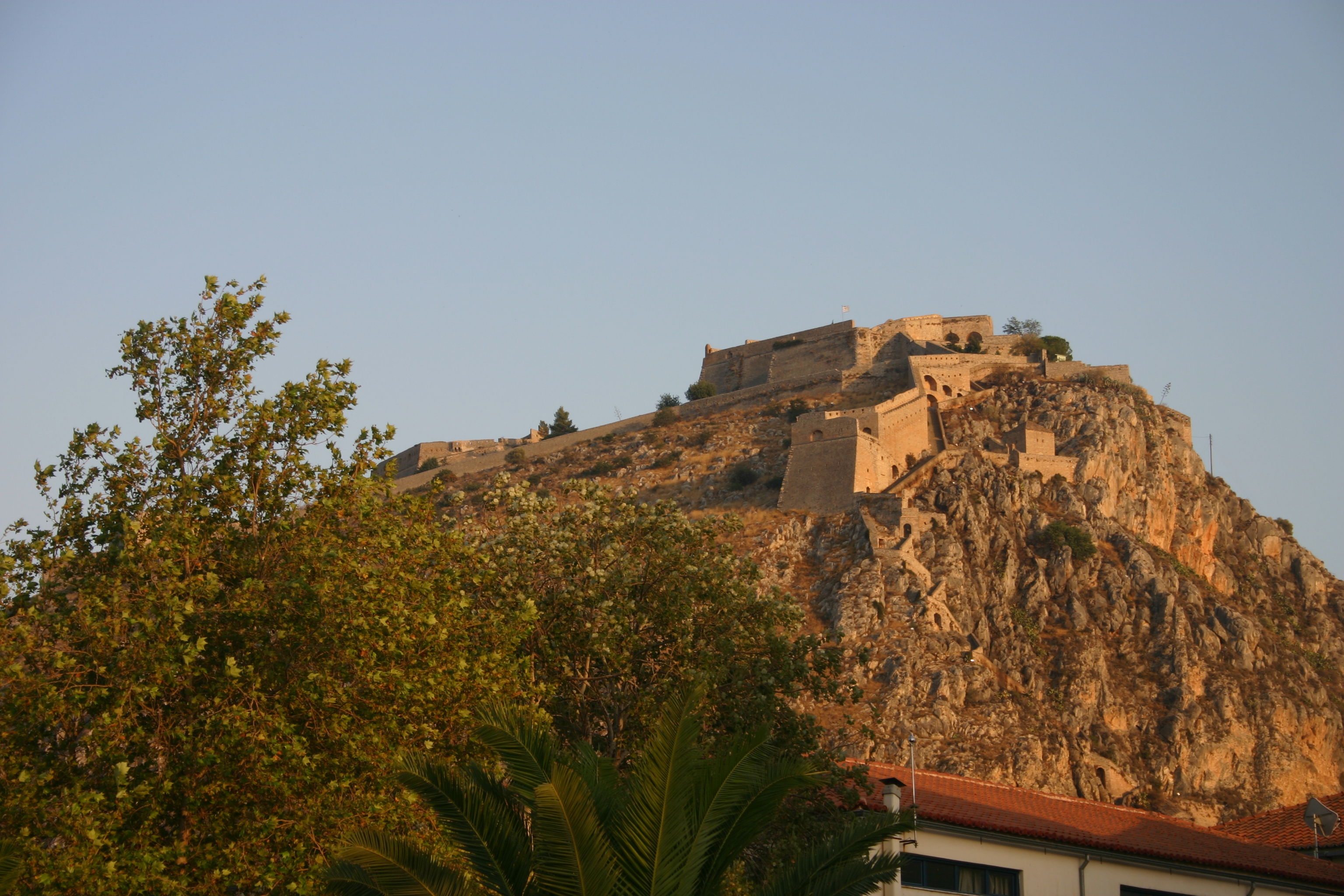
ナフプリオの要塞。ヴェネツィアの通商路の安全を確保するため、東地中海に多くの砦が建設された。

## 15世紀
15世紀初頭に、ヴェネツィアはイタリアへの領土拡大を開始すると共に、ダルマチア沿岸でもイストリアからアルバニアへと拡大した。ハンガリーのラディズラーオ1世は紛争に敗れてナポリへ逃げたが、その前に、既に事実上は失っているダルマチア諸都市の支配権を10万ドゥカートで売り渡したのである。ヴェネツィアは直ちに、この地域を統治すべく貴族を送り込んだ。例えばザーラにはフィリッポ・スティパノヴが赴任した。これは、ミラノ公国のジャン・ガレアッツォ・ヴィスコンティによる版図拡大への対策であった。
1408年にハンガリー王ジギスムントとの間に停戦が成立したが、ヴェネツィアは停戦が失効するや否やアクイレイア、トロギル、スプリト、ドゥラスその他のダルマチア諸都市を占領した。これにより、ヴェネツィアのアドリア海支配は確固たるものとなった。また、北東の陸路を確保することは通商の安全のために必要であった。
1423年から1457年のフランチェスコ・フォスカリの時代に、ヴェネツィアは版図を著しく広げた。1425年にミラノ公国のフィリッポ・マリーア・ヴィスコンティと開戦した。ヴェネツィア陸軍の司令官フランチェスコ・ブッソーネがマクローディオの戦いに勝利したことで、西の国境はアディジェ川からアッダ川へと移った。これによりミラノ公国との緊張は高まり、1446年にヴェネツィアはミラノ公国、フィレンツェ共和国、ボローニャおよびクレモナの連合軍と戦った
。
ミケレット・アッテンドロ率いるヴェネツィア軍がカザルマッジョーレで勝利した後、フィリッポ・マリーア・ヴィスコンティは死亡し、ミラノで黄金アンブローシア共和国の建国が宣言された。そこでヴェネツィアはローディやピアチェンツァを占領したが、それ以上の進軍はフランチェスコ・スフォルツァにより阻止された。フランチェスコ・フォスカリは、フランチェスコ・スフォルツァに対し、ミラノの支配権を認める代わりにブレシアとヴィチェンツァを割譲させた。しかし、フランチェスコ・スフォルツァの勢力が拡大すると、ヴェネツィアは再びミラノとの戦争に突入した。結局、事態は1454年のローディの和によって終息した。ここでは、ベルガモとブレシアがヴェネツィア領であることが確認された。
この時点で、現在のヴェネトとフリウーリ、ベルガモ、クレモナ、トレント、ラヴェンナ、イストリア、ダルマチアがヴェネツィア領となっていた。東の国境はゴリツィアおよびオーストリアの公爵領と、南はフェラーラ公国と接していた。海外領土はネグロポンテ（現在のエヴィア島）やアイギナなどであった。

1450年時点でのギリシアにおけるヴェネツィア領

1453年にコンスタンティノポリスがオスマン帝国のメフメト2世により攻められた際、ヴェネツィアは援軍を送ったが、ついに陥落し、再興した東ローマ帝国は滅亡した。しかしその後も東ローマ帝国の時代に確立された拠点や利権を維持しようと試みた。オスマン帝国はハンガリーのフニャディ・ヤーノシュやアルバニアのスカンデルベクらに敗北したが、西への野心を捨てておらず、ヴェネツィアとの戦争は避けられなかった。
1463年にアルゴスにあるヴェネツィアの砦が破壊された。ヴェネツィアはハンガリー王マーチャーシュと同盟し、ギリシアの島々を海から、同時にブルガリアを陸から攻撃した。しかし、いくつかの小戦闘で同盟軍は勝利したものの、結局は撤退せざるを得なかった。1470年のオスマン帝国の大規模な反撃により、ヴェネツィアはエーゲ海の要衝、ネグロポンテを失った。
ヴェネツィアはペルシアや他のヨーロッパ諸国との同盟を模索したが、十分な支援を得ることはできず、アナトリアのハリケルナッソスやスミュルナに小規模な攻撃を加えることしかできなかった。一方、オスマン帝国はペロポネソス半島を占領し、ヴェネツィア本国へ進軍を開始し、ウーディネの街にまで到達した。ペルシアやカルマン侯国からの援軍も撃破され、ヴェネツィアは孤立無援となった。
アルバニアはスカンデルベクの死後その大半を占領されていたにもかかわらず、アントニオ・ロレダンの指揮によるシュコドラの抵抗により、オスマン帝国は撤退を余儀なくされた。しかし、オスマン帝国は再びアルバニアに侵攻し、2年後にシュコドラは陥落、続いてフリウーリもオスマン帝国に破壊された。1479年1月24日に講和条約が締結された。これによりヴェネツィアはアルゴス、ネグロポンテ、レムノスおよびシュコドラを割譲し、さらに賠償金1万ドゥカートを支払った。この5年後にメフメト2世の後継者であるバヤズィト2世との間で、ケファロニアを手放す代わりにザキントスをヴェネツィアに返還する合意が為された。
1482年、ヴェネツィアは教皇シクストゥス4世と同盟してフェラーラ公国に侵攻し、フィレンツェ共和国、ナポリ王国、ミラノ公国、およびエルコレ1世・デステ率いるフェラーラ公国の連合軍と戦った。これはフェラーラ戦争と呼ばれる。

ヴェネツィアはこの戦争で大きな痛手を被ったが、結果的にポレージネとロヴィーゴを獲得し、イタリア半島における勢力を確固たるものとした。1480年代後半に、ヴェネツィアは教皇インノケンティウス8世とオーストリアのシギスムンドを相手に戦った。また、フランス王シャルル8世に対するイタリア同盟にも参加した。また、1503年のイスパニア王国によるナポリ王国侵攻に加わり、アプリア港を得た。この港は、アドリア海とイオニア諸島の安全確保において重要な役割を果たした。
キプロス王国では後継者争いの中でヴェネツィア貴族のコルナーロ家が影響力を増していた。ジャック2世はコルナーロ家の娘カタリーナ・コルナーロを妻として王位に就いたが、男子を得た直後に病死した。その男子はジャック3世となったが夭逝し、カタリーナが王となった。そして1489年、カタリーナはキプロスをヴェネツィアに譲渡した。
15世紀末の時点で、ヴェネツィアの人口は18万人に及び、パリに次いでヨーロッパ第2の大都市となっていた。ヴェネツィア共和国の面積はおよそ70,000km²に及び、総人口は210万人であった。行政上、ヴェネツィア領には3つの区分が存在した。「ドガード(Dogado, ドージェの領域の意)」は首都ヴェネツィアとその周辺領域であり、「海洋州 (Stato da Mar)」にはイストリア、ダルマチア、アルバニア沿岸、アプリア港、イオニア諸島、クレタ、エーゲ海の諸島、キプロス、西南ヨーロッパおよび近東の要塞および商業基地が分類された。「安定地域 (Stato di Terraferma)」はヴェネト、フリウーリ、イリリア沿岸、東ロンバルディアおよびロマーニャであった。

## カンブレー同盟戦争とレパントの海戦
1499年、ヴェネツィアはフランス王ルイ12世と同盟してミラノ公国と戦い、クレモナを得た。同年、オスマン帝国はレパントを陸と海の両面から攻撃した。アントニオ・グリマーニは航海者であると同時に優れた商人、そして外交官でもあったが、ゾンキオの戦いで敗れ、フリウーリは再びオスマン帝国に略奪された。ヴェネツィアは全面戦争への突入を回避するため、軍事基地であったレパント、モドンおよびコロニを割譲した。
ロマーニャは公式には教皇領であったが、現実には小領主が乱立しており、事実上の独立状態にあった。1508年、教皇ユリウス2世は、ロマーニャの支配を取り戻すためにヴェネツィアの勢力を削ぐ必要があると考え、周辺諸国との間にカンブレー同盟を成立させた。神聖ローマ皇帝マクシミリアン1世はフリウーリとヴェネトを、イスパニア王国はアプリア港を、フランス王国はクレモナを、ハンガリー王国はダルマチアを、それぞれ欲した。
最初にヴェネツィアに侵攻したのはフランス王国である。1509年5月14日、アニャデッロの戦いでヴェネツィア軍は完敗し、フランス王国と神聖ローマ帝国によりヴェネトは占領された。しかしアンドレア・グリッティが1509年7月にパドヴァを神聖ローマ帝国から奪還し、さらに巧みな外交を展開することによりヴェネツィアは滅亡を免れた。アプリア港を割譲することによりイスパニア王国との講和に成功し、また、教皇ユリウス2世はヴェネツィアが滅亡すればイタリアはフランス王国やオスマン帝国に占領されるのではないかと危惧して神聖同盟を結成した。最終的にはブレシアとヴェローナをフランスから奪還し、アッダ川までの領土を回復した。緒戦の完敗から巻き返したとはいえ、この戦争により、ヴェネツィアの領土拡大は終わりを告げた。
1537年から1540年の対オスマン帝国の戦争に、ヴェネツィアはイスパニア王国および神聖ローマ帝国のカール5世と同盟して参戦した。しかし1538年のプレヴェザの海戦でアンドレア・ドーリアを提督とする同盟艦隊は敗北した。1540年にヴェネツィアはオスマン帝国と講和し、サヌード家のナクソス公国を割譲した。これにより、東地中海の制海権はオスマン帝国のものとなった。
ヴェネツィアのガレー船の漕ぎ手は、初期はヴェネツィア市民のみで構成されていた。後にダルマチア人、クレタ人、ギリシア人なども多く加わったが、いずれにせよ1545年までは自由民がこの役に就いていた。しかし、ガレー船の増加に十分な漕ぎ手を集めることが難しくなったため、鎖に繋がれた奴隷を漕ぎ手として採用することにした。これは、諸外国の海軍では古くから行われてきたことである。こうした奴隷による漕ぎ手は、Cristoforo da Canalによって初めてヴェネツィアに導入された。1563年の時点で、ヴェネツィアの人口は16万8千人に減少していた。
1570年にオスマン帝国はヴェネツィア領キプロスを攻撃し、ファマグスタの街は13ヶ月の間戦い抜いたが、ついに陥落した。オスマン帝国の提督ララ・ムスタファ・パシャは、ヴェネツィアの総督マルコ・アントニオ・ブラガディンの皮を剥いで殺した。ヴェネツィアは、イスパニア王国、教皇庁と共に神聖同盟を形成し、ガレー船208隻から成る艦隊を構成した。このうち110隻がセバスティアーノ・ヴェニエル率いるヴェネツィア船であった。提督はスペイン王フェリペ2世の異母弟ドン・フアン・デ・アウストリアであった。
オスマン帝国の艦隊は神聖同盟側とほぼ同数であり、アドリア海をレージナで北上した後パトラ湾のレパントへ補給のため入港した。神聖同盟側はメッシーナに集結した後、10月7日にレパントのオスマン帝国艦隊を撃破、117隻のガレー船を拿捕した。これがレパントの海戦である。ヴェネツィアはキプロス奪還を希望したが、フェリペ2世らが反対したため、神聖同盟はそのまま解散された。結局、1573年にヴェネツィアはオスマン帝国と講和し、キプロスを割譲した。1575年時点でのヴェネツィアの人口は17万5千人であったが、1581年には12万4千人にまで減少していた。

## 17世紀

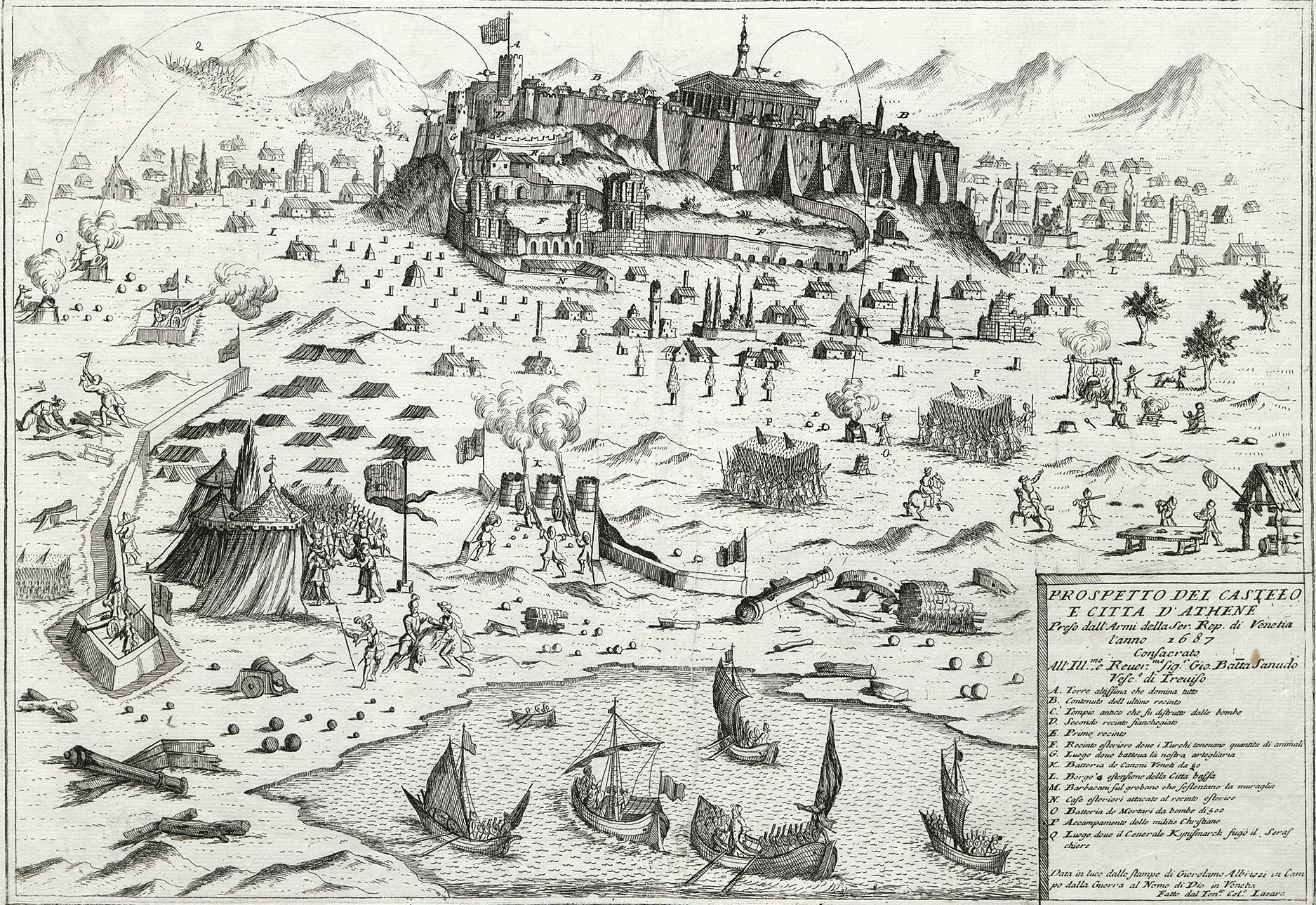
1687年、アテネを包囲するヴェネツィア軍

1605年に教皇となったパウルス5世の意向を受けて、バルバロ家のエルモラオ・バルバロらが、聖職者に一般法廷で訴追されない特権を付与すべしと主張した。ヴェネツィアではこれに反対する意見が多数であり、教皇への反発から、教会への不動産譲渡の禁止と無許可での教会新築の禁止を決定した。そして、これに違反したとして二人の聖職者を投獄した。パウルス5世は、これらの決定が教会法に抵触すると主張し、撤回を要求した。ヴェネツィアはこの要求に従わず、パウルス5世はヴェネツィアにおける聖務停止を決定した。
ヴェネツィアは聖務停止を意に介せず、聖職者達に通常の職務を遂行するよう要請した。Servite Orderの教会法学者パオロ・サルピは、1606年の時点で神学および教会法に関するシニョーリア(Signoria)の顧問であり、このヴェネツィアの決定を理論面から支えた。この件はフランスの仲介により和解に至り、聖務停止は一年後に解除された。ヴェネツィアは、法の支配は全ての市民に及び、一切の例外は存在しないことを確認した。
1613年から1617年までオーストリアとの間に戦争が行われた。ヴェネツィア政府の記録によれば、その戦争の原因は、ハプスブルク家がウスコッチにアドリア沿岸を攻撃させている、ということであった。ウスコッチ(イタリア語: Uscocchi)は、主としてボスニアやダルマチアのオスマン帝国領からのキリスト教徒難民であり、オーストリアに徴兵されて国境警備の任に就いていた。彼らはセーニャに居住してアドリア海で海賊を行い、ヴェネツィアの懸案事項となっていた。
ヴェネツィアは1613年にウスコッチ討伐を行い、1613年にオーストリア大公を破った。さらにオーストリアへ軍を派遣する一方、サヴォイア公国へ資金援助し、イスパニア王国の軍をロンバルディアで足止めさせた。この戦争でオーストリアから決定的な勝利を得ることはできなかったが、1617年の講和条約でハプスブルク家に対し、ウスコッチを内陸へ移住させることに合意させた。
1617年、イスパニア王国のナポリ総督はアドリア海の支配権をヴェネツィアから奪取すべく艦隊を派遣した。これに続いて、暴動や反乱の噂がヴェネツィア中を駆け巡り、オーストリアとの戦争のために集められていた各国からの傭兵隊の間で衝突が起こった。これはイスパニア大使ベドマルの陰謀であった。このことをユグノーの船長から知った十人委員会は直ちに3人の容疑者を逮捕し、議会はイスパニア大使の即時送還を決定、イスパニア王国との緊張は1622年に最高潮に達した。
アントニオ・フォスカーリニはヴェネツィア議会の議員であると同時に駐イングランド大使であったが、大使在任中の内通、ならびに帰国後にイスパニア王国のスパイとして働いた容疑で告発された。前者については無罪となったが、後者について有罪となり、1622年にピアッツェッタの絞首台に吊るされた。しかし、数ヶ月後に十人委員会は、彼は無実であり、陰謀の犠牲者であったことに気が付いた。彼の名誉は回復された。この事件はヨーロッパ中に知れ渡ることとなった。
1628年から始まるマントヴァ継承戦争の際にはフランス王国と同盟してハプスブルク家およびサヴォイア公国と戦った。ヴェネツィア軍は神聖ローマ帝国の攻撃を受けていたマントヴァの救援に向かったが、撃破された。戦争は1631年にフランス王国の事実上の勝利として終結したが、ヴェネツィアはこれに貢献しなかった。戦争の影響として1629年から1630年にかけてヴェネツィアで黒死病が流行し、16ヶ月の間に5万人が死亡した。これは全人口のおよそ3分の1であった。これに関連してサンタ・マリア・デッラ・サルーテ聖堂が建設された。
1638年、ヴェネツィア海軍がクレタを巡回している間に、アルジェやチュニスを拠点とするバルバリア海賊が16隻のガレー船でアドリア海に侵入した。海軍が戻った頃には、海賊はヴァローナに拠点を再構築していた。ヴェネツィアの司令官マリノ・カッペロは海賊を攻撃し、拠点を砲撃し、敵船を捕獲した。これにより3600人の奴隷が解放された。これに対しオスマン帝国は駐コンスタンティノポリスのヴェネツィア大使アルヴィーゼ・コンターリニを投獄した。この時は外交努力により戦争は回避された。
しかし6年後にオスマン帝国はクレタ最大の港カンディアを攻撃したため交戦、クレタ戦争は25年続き、17世紀のヴェネツィアで最大の懸案事項であった。1645年に戦争はヴェネツィア本土に飛び火した。オスマン帝国はダルマチアを攻撃したが、アドリア海での優位を生かしたヴェネツィアはこれを防いだ。しかし、同年8月22日、クレタの要塞カニア（現在のハニア）は陥落した。1647年の8月から9月にかけて、オスマン帝国はシベニクを攻撃したが失敗した。翌年、ヴェネツィアはクリッサを始めとするいくつかの要塞を奪還した。
ヴェネツィアの基本方針はダーダネルス海峡を封鎖することクレタのオスマン軍への補給を断つことであり、実際に1655年6月21日の戦闘やダーダネルス海峡の戦いで勝利したが、クレタでの戦況は好転しなかった。1657年7月17日から19日まで3日間続いた戦闘では、ラッツァロ・モチェニーゴは手折れたマストの下敷きとなって死亡した。
フランス・スペイン戦争が1659年に終結すると、ヴェネツィアに対するキリスト教諸国からの支援が増大した。1666年にカニアの奪還を試みたが失敗した。1669年には、カンディアを包囲するオスマン軍に対し、フランス王国の援軍が陸から、モチェニーゴの部隊が海から攻撃を行ったが、これも失敗した。フランス軍は撤退し、カンディアには3600人の守備兵が残るばかりとなった。フランチェスコ・モロシーニは1669年9月6日に降伏した。クレタは、いくつかの小拠点を除いて割譲された。ティノスやキティラといった島々やダルマチアはヴェネツィアが保有し続けた。
1684年、前年の第二次ウィーン包囲の勝利からキリスト教国が反撃、大トルコ戦争の開始においてオスマン帝国に対抗するため、ヴェネツィアはオーストリアと神聖同盟を結んだ。後にロシア帝国も同盟に参加した。
モレア戦争の初期に、フランチェスコ・モロシーニはレフカス島を占領し、ギリシアの港の奪還に向かった。1685年6月のコロニ上陸に始まり、8月のパトラ、レパント、コリント占領までに、モレア(ペロポネソス半島)はヴェネツィアの支配下に入った。9月にアテネを攻撃した際、ヴェネツィアの砲撃はパルテノン神殿に命中した。また、ヴェネツィアはダルマチアからもオスマン帝国の勢力を駆逐した。
1688年のネグロポンテ奪還は失敗したが、フランチェスコ・モロシーニの後継者は、大艦隊を派遣して1695年にミティリニで、1697年6月6日にアンドロスで、1698年にダーダネルス海峡で勝利した。しかしギリシアを奪還するには至らず、1699年にカルロヴィッツ条約ではオーストリアやロシア帝国に比べヴェネツィアが得た領土は僅かであった。過去2世紀の間にオスマン帝国に奪われた東地中海の拠点を奪還することはできなかった。
1700年、スペイン継承戦争の前触れとして、フランス王国とハプスブルク家は共にヴェネツィアと同盟すべく使者を派遣した。ヴェネツィア政府は不透明な成り行きを警戒して中立を保った。結局、戦争の終結までヴェネツィアは中立を貫いた。

## 衰退

ジョヴァンニ・バッティスタ・ティエポロの ヴェネツィアに海の恵みを与えるネプチューン(1748-1750)。 >この絵は、海の支配と貿易から得られるヴェネツィアの富と力を表したものである。

1714年12月、オスマン・ヴェネツィア戦争が勃発した。オスマン帝国はティノスやアイギナを占領し、コリント地峡を越えてコリントを占領した。ダニエル・ドルフィン率いるヴェネツィア艦隊は、モレアの救援に向かうよりは戦力を温存すべきではないかとの意見もあり出足が遅れた。艦隊がモレアに到着した時には、ナフプリオ、モドン、コロニおよびマルヴァージアは陥落していた。イオニア諸島のレフカス島と、クレタのスピナロンガおよびスーダはカンディア陥落後もヴェネツィア領であったが、この時放棄された。オスマン帝国はさらにコルフに上陸したが、防衛隊がかろうじて撃退した。
オスマン帝国はオーストリアとも戦端を開き（墺土戦争）、バルカン半島で交戦していたが、1716年8月3日、オスマン帝国はペーターヴァルダインの戦いでオーストリアに敗北、翌1717年のベオグラード包囲戦でも大敗した。これを受けてヴェネツィア海軍は1717年と1718年にエーゲ海およびダーダネルス海峡へ侵攻したが、芳しい戦果は得られなかった。1718年7月21日のパッサロヴィッツ条約でオーストリアは領土を著しく拡大した一方、ヴェネツィアはアルバニアとダルマチアで僅かに領土を広げつつもモレアを失った。これが、ヴェネツィアがオスマン帝国と戦った最後の戦争であった。

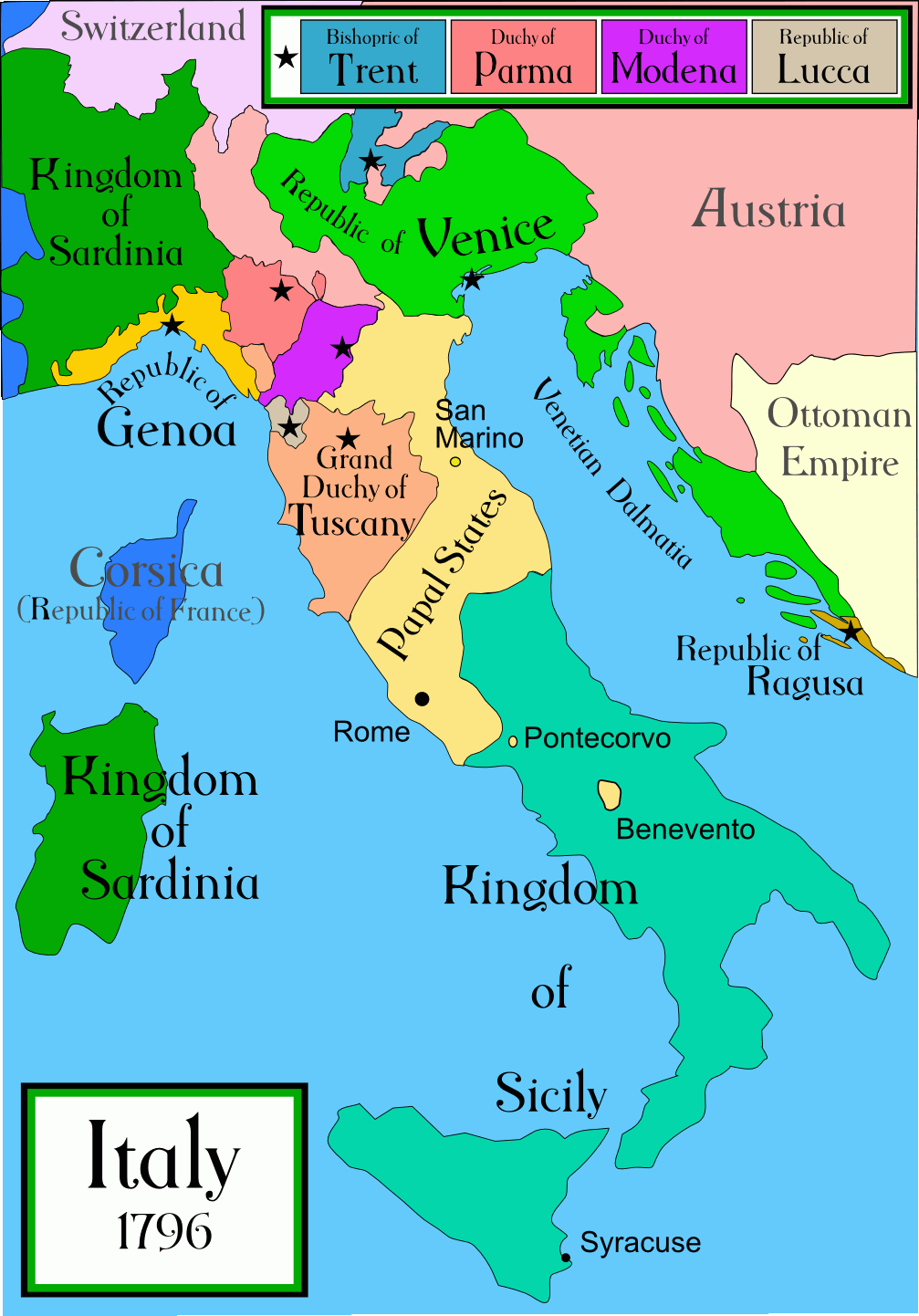
滅亡の前年、1796年時点でのヴェネツィア領。

トスカーナ大公国がティレニア海に面して建設したリヴォルノの港は、北海方面との貿易により発展した。さらにアドリア海に面した教皇領のアンコーナや1719年に自由港となったハプスブルク家のトリエステのために、アドリア海はもはやヴェネツィアの海とは呼べなくなっていた。また、ジェノヴァ共和国は古くからヴェネツィアの競争相手であった。これらの諸都市によりヴェネツィアの通商は18世紀に衰退した。ヴェローナを始めとする本土東方の街でさえ、生活物資はジェノヴァやリヴォルノから輸入していた。さらにマグリブ沿岸の海賊により、ヴェネツィア商人は自由に往来することができなくなっていた。
カルロ・コンタリーニやジョルジョ・ピサーニらは、少数の有力貴族による寡頭制を廃することを提案した。しかし、そうすることによる混乱を恐れたドージェパオロ・レニエールは反対した。さらに一部の勢力がこの提案を政権転覆の陰謀であると主張したことにより、カルロ・コンタリーニはカッターロの砦に、ジョルジョ・ピサーニはヴェローナのサン・フェリーチェの城に、それぞれ幽閉された。

1784年から1786年にかけて、チュニスの海賊はマルタの聖ヨハネ騎士団により受けた被害の保証をヴェネツィアに要求した。もちろん、聖ヨハネ騎士団はヴェネツィアの管轄ではないから、これは言いがかりである。しかし外交による解決は失敗した。アンジェロ・エモ率いるヴェネツィア艦隊はチュニスを封鎖し、1784年11月と1785年5月にスースを、1785年8月にスファックスを、同9月にラ・コレッタを、1786年にビゼルトを砲撃した。しかし、それ以上の成果を挙げることができず、議会はエモと艦隊をコルフに呼び戻した。エモの死後、チュニスとの講和が成立した。1792年までに、ヴェネツィアの商船は309隻にまで減少していた。
1789年に新興貴族のルドヴィーコ・マニンがドージェに選出された。選挙のための費用は18世紀になって高騰していた。貴族のピエトロ・グラデニーゴは
| 「 | フリウーリ人のドージェが誕生した。共和国は死んだ。 | 」 |

と述べた。

## 滅亡

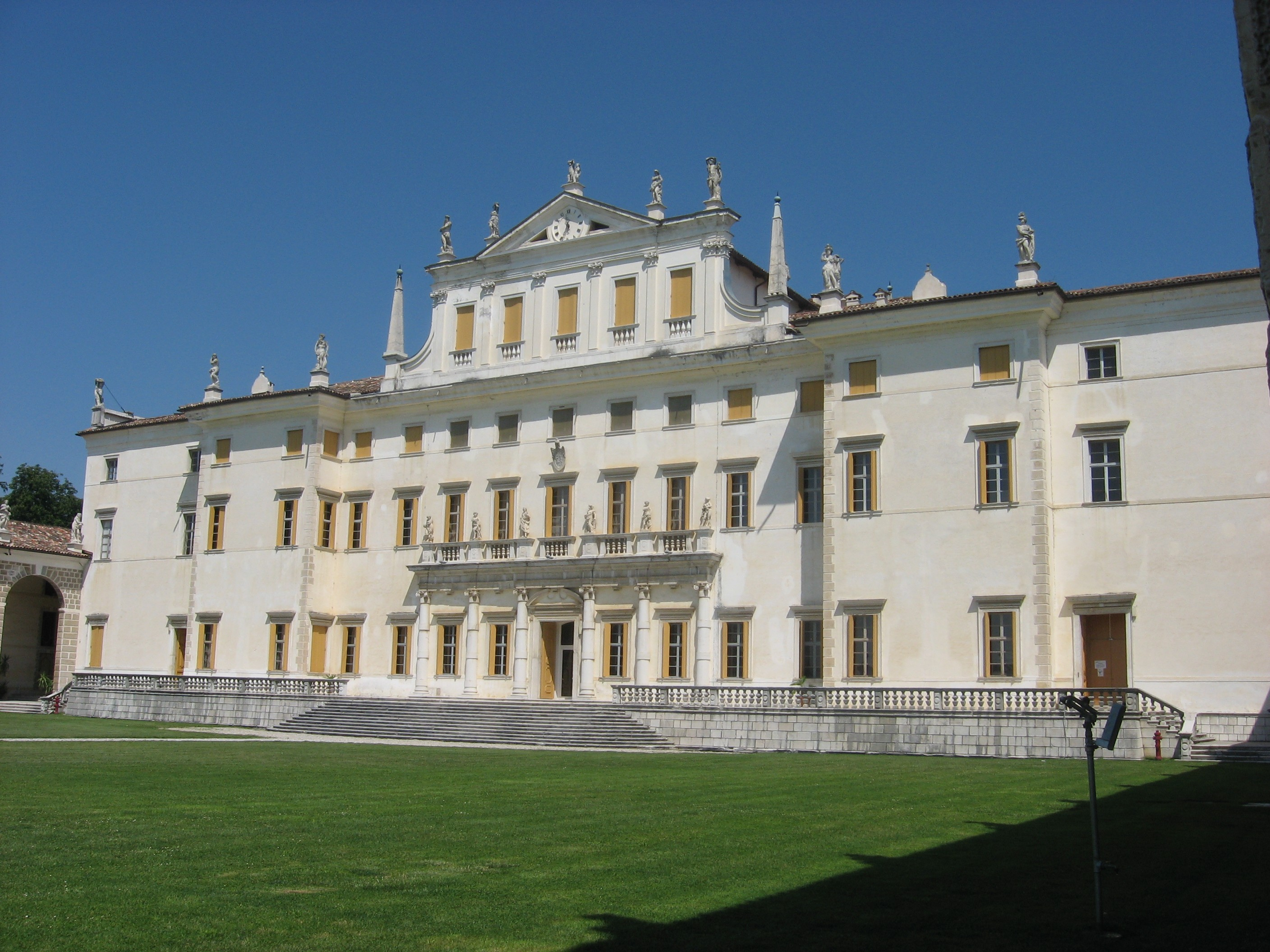
コドローイポ郊外パッシリアーノのヴィッラ・マニン。カンポ・フォルミオ条約締結に際してナポレオンは、ドージェであるルドヴィーコ・マニンの所有するこの館に滞在した。

ヴェネツィア共和国はもはや自力で防衛することができなくなった。1796年の時点でヴェネツィアが保有していた艦隊は4隻のガレー船と7隻のガリオット船のみであった。また陸軍も、おもにクロアチア人傭兵からなるわずかな旅団があるのみであった。
1796年の春、フランス共和国のナポレオン・ボナパルトはピエモンテを攻略し、敗走するオーストリア軍をモンテノッテ（モンテノッテの戦い）からローディ（ロディの戦い）へと追撃した（イタリア戦役 (1796-1797年)参照）。ナポレオン率いるフランス軍は、オーストリア軍を追求して中立を保っていたヴェネツィアの国境を越えた。年末までに、アディジェ川までのヴェネツィア領は占領された。また、ヴィチェンツァ、カドーレ地方 (Cadore) およびフリウーリはオーストリアが支配した。翌1797年の戦争の中で、ナポレオンはオーストリアとの休戦を模索し、アルプスをまたぐオーストリアの領土確保を認めるようになった。1797年4月18日に調印されたレオーベンの和約は、その条項の大半が秘密にされたが、ヴェネツィア共和国領をオーストリア領土とすることで休戦が成立した。
休戦協定は、市街と潟湖上にのみ限ったヴェネツィア共和国の存続を想定していたが、おそらくは教皇領の犠牲に対する補償であった。ブレシアやベルガモはヴェネツィア共和国に反旗を翻し、一方ほかの地域では反フランスの運動が広がった。ナポレオンは4月9日、ヴェネツィアに対して戦争をちらつかせて脅迫した。4月25日に彼は、グラーツでヴェネツィアの代表に以下のように告げた。「異端審問も元老院もたくさんだ。私はヴェネツィアにとってのアッティラとなる」。
ドメニコ・ピザマーノは、強引に入港しようとするフランス艦に、リドの砦から砲撃を加えた。5月1日、ナポレオン・ボナパルトはヴェネツィアに宣戦を布告した。フランス軍はヴェネツィアの街の端にまで迫った。フランスによって「革命化」されたヴェネト地方の都市では臨時市政府が設立されていた。5月12日、ヴェネツィア共和国大評議会は、臨時市政府に権力を引き渡すことを決議した。投票総数は512であり定足数には足りず、反対10、棄権5であった。5月16日、ヴェネツィアの臨時市政府が設立された。
1797年10月18日、ウーディネ郊外のカンポ・フォルミオにおいてフランス・オーストリア間の正式な講和条約が調印された（ナポレオンは滞在していたドージェ・マニンの館で署名したともいう）。このカンポ・フォルミオ条約によりヴェネツィアとヴェネツィア共和国領はオーストリアが領有することとなり、ヴェネツィア共和国は正式に消滅した。

### 一次史料
- Contarini, Gasparo (1599). The Commonwealth and Gouernment of Venice. Lewes Lewkenor, trsl. London: "Imprinted by I. Windet for E. Mattes." The most important contemporary account of Venice's governance during the time of its blossoming. numerous reprint editions.